# Stylo
"Stylo" é uma canção da banda virtual Gorillaz, lançada como primeiro single do álbum Plastic Beach em 26 de janeiro de 2010. O single figurou na parada Alternative Songs, alcançando a 39ª colocação. Alcançou a mesma posição na parada Hot Modern Rock Tracks.
O single tem a participação especial dos cantores Bobby Womack e Mos Def. Estreou na rádio da NME no dia 20 de janeiro de 2010 e mais tarde no site oficial da banda.

## Faixas
Promo CD Single
1. "Stylo" (versão de rádio)
2. "Stylo" (versão do álbum)
3. "Stylo" ()

Digital download Single
1. "Stylo" (com Mos Def & Bobby Womack) – 4:33

## Vídeo musical
O vídeo da música descreve uma perseguição de carro em ritmo acelerado em uma estrada no deserto californiano. Murdoc, 2D, e Cyborg Noodle (com um buraco de bala em sua cabeça) estão correndo pela rua, dentro de um Chevrolet Camaro SS 1969 crivado de balas com a palavra "Stylo" na parte dianteira. Eles encontram um policial inepto (interpretado pelo ator Jason Nott) que segue a banda em alta velocidade em um carro da polícia, um Dodge Coronet 1971. Cyborg Noodle, enquanto Murdoc está tentando puxá-la de volta no carro, atira no veículo do policial, jogando-o para fora da estrada. Bruce Willis, em um Chevrolet El Camino 1968 vermelho, persegue e atira nos membros da banda; como o céu fica preto com uma névoa espectral e as avarias, a Ciborgue Noodle entra em colapso. Enquanto Bruce corre atrás do Gorillaz através do deserto, o policial rasteja para a sua caixa cheia de donuts. Antes que ele possa alcançá-la, uma figura sombria mascarada (o "Boogieman") aparece fora do ar e envolve o policial atordoado em uma névoa negra, semelhante à que está no céu. O vídeo termina com o carro Stylo correndo para o lado de fora da estrada e para o oceano, com Bruce olhando satisfeito. O carro, submerso na água, se transforma em um submarino em forma de tubarão e nada fora da vista de Bruce.